# Dicercomorpha argenteoguttata
Dicercomorpha argenteoguttata es una especie de escarabajo barrenador metálico del género Dicercomorpha, categorizada en la tribu Dicercini, de la subfamilia Chrysochroinae. Fue descrita por Thomson en 1879.
Fue publicada en Thomson J. Typi Buprestidarum Musaei Thomsoniani, Appendix 1a. E. Deyrolle, Paris, 87 pp. (1879). Se distribuye por la región indomalaya.